# Chiba Newtown Railway
La Chiba Newtown Railway Co.,Ltd. (千葉ニュータウン鉄道株式会社, Chiba Nyūtaun Tetsudō Kabushiki-gaisha) est une compagnie de transport de passagers, propriétaire d'une partie de la ligne Hokusō dans la préfecture de Chiba au Japon. Son siège social se trouve dans la ville d'Ichikawa.
La Chiba Newtown Railway est une filiale de la compagnie Keisei.

## Histoire
La compagnie a été fondée le 16 mars 2004 pour reprendre la partie de la ligne Hokusō de la Société d'habitation et de développement urbain.

## Ligne
La Chiba Newtown Railway possède la partie de la ligne Hokusō entre les gares de Komuro et Inba-Nihon-Idai, le reste de la ligne appartenant à la compagnie Hokuso-Railway (cette dernière assure l'exploitation de l'ensemble de la ligne).

## Matériel roulant
Bien que n'exploitant pas de ligne ferroviaire, la Chiba Newtown Railway possède son propre matériel roulant qui circule sur la ligne Hokusō et les lignes interconnectées.

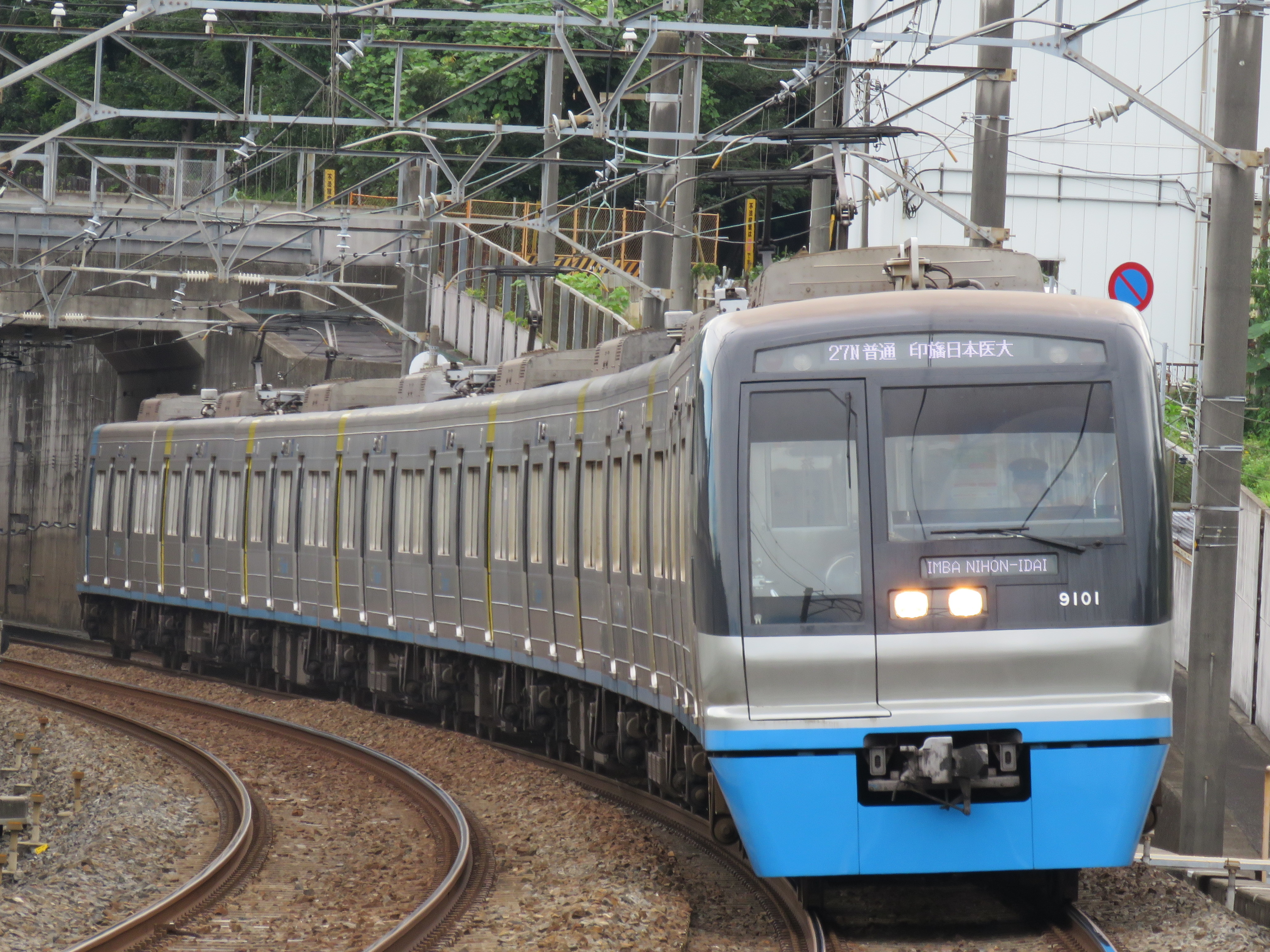
Série 9100
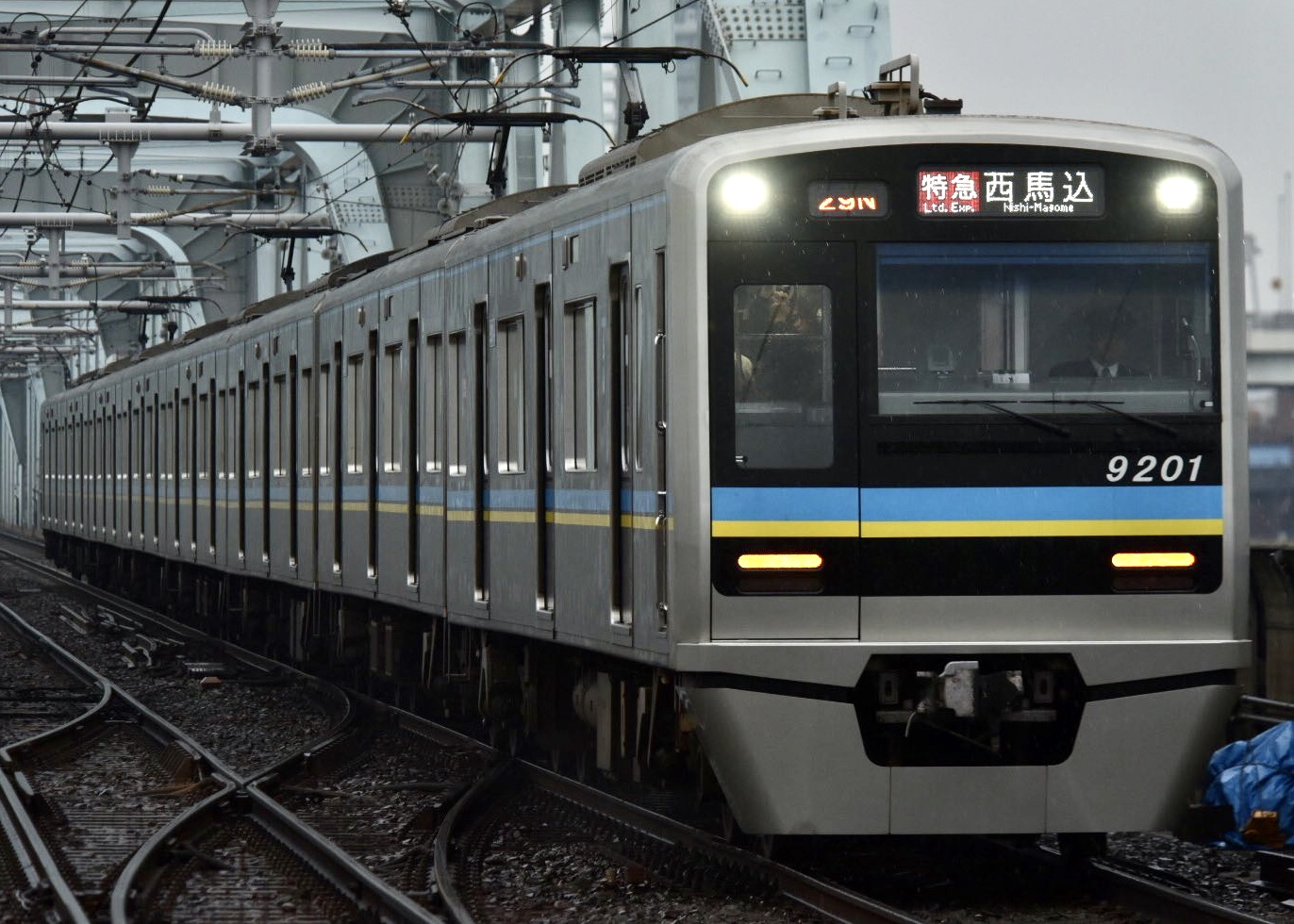
Série 9200
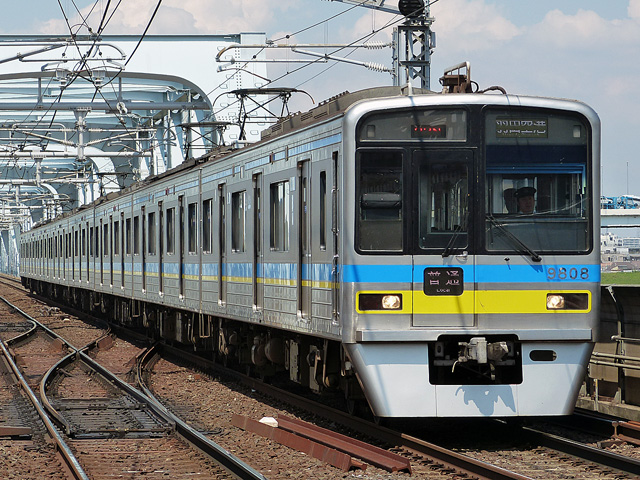
Série 9800